# Phialophora japonica
Phialophora japonica är en svampart som beskrevs av Iwatsu & Udagawa 1985. Phialophora japonica ingår i släktet Phialophora och familjen Herpotrichiellaceae.   Inga underarter finns listade i Catalogue of Life.